# Catherine Labouré
Svatá Catherine Labouré (2. května 1806, Fain-lès-Moutiers – 31. prosince 1876, Enghien-les-Bains) (Zoe Labouré) byla francouzská řeholnice ze Společnosti Dcer křesťanské lásky sv. Vincence de Paul a Mariánská vizionářka.

## Mládí
Narodila se 2. května 1806 v Fain-lès-Moutiers farmáři Pierrovi Labouré a Louise Madeleine Gontard jako devátá z jedenácti dětí. Když jí bylo devět let, její matka zemřela. Říká se, že po pohřbu své matky vzala sochu Panny Marie, políbila ji a řekla: „Nyní budete má matka“. Sestra jejího otce navrhla, že se bude starat o jeho nejmladší děti Catherine a Tonine. Poté, co souhlasil, se sestry odstěhovaly do domu své tety v Saint-Rémy, obce devět kilometrů od jejich domova.
Byla velmi zbožná, poněkud romantického založení. Jako mladá žena se stala členkou ošetřovatelské společnosti, založené svatým Vincencem z Pauly. Po snu o svatém Vincencovi si vybrala Dcery křesťanské lásky.

## Vizionářka

Zázračná medailka

Uvedla, že v předvečer svátku sv. Vincence roku 1830 ji probudil hlas dítěte, jenž ji volal do kaple, kde uslyšela Pannu Marii, která jí řekla „Pán Bůh tě chce něčím pověřit. Budeš hodně trpět, ale vydržíš to s přesvědčením, že je to pro Boží chválu. Poznáš, co chce Pán Bůh. Budeš trpět, dokud vše neřekneš zpovědníkovi, jenž je tvým duchovním vůdcem. Bude mít námitky, ale neboj se, obdržíš zvláštní milost. Mluv s ním prostě a s důvěrou. Důvěřuj beze strachu! Určité věci, které uvidíš, mu oznam. V rozjímání obdržíš zvláštní vnuknutí.“

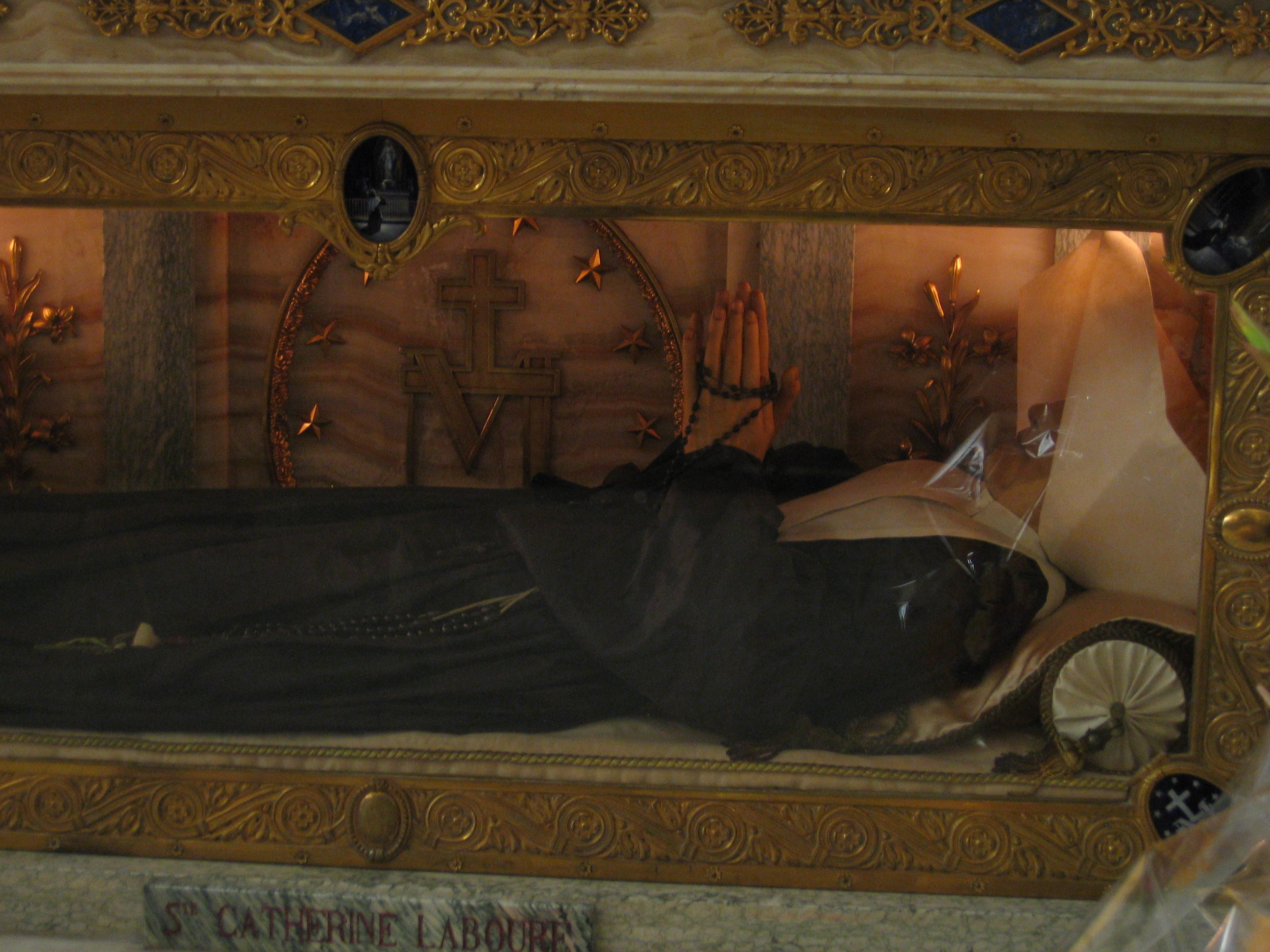
Tělo světice v kapli Rue du Bac

Dne 27. listopadu 1830 oznámila, že se k ní Panna Maria vrátila v nočních meditacích. Ukázala se jí uvnitř oválného rámu stojící na zeměkouli a z jejích rukou vycházely paprsky, které směřovaly na celý svět, pouze některé ne. Kolem okrajů rámu se objevila slova „Ó, Maria, bez hříchu počatá, oroduj za nás, kteří se k tobě utíkáme“. Pak uslyšela Pannu Marii, která jí řekla, aby nechala razit medailonky této podoby s nápisem: „Všichni, kteří ji budou nosit, obdrží velké milosti“.
Catherine udělala, co ji Panna Maria poručila, a po dvou letech sledování jejího každodenního chování kněz sdělil informaci arcibiskupovi, aniž by odhalil Catherininu identitu. Žádost byla schválena a pověřen k výrobě medailonků byl Adrien Vachette. Ty se ukázaly být velmi populární. Dogma o Neposkvrněném početí nebylo tehdy ještě sice vyhlášeno, ale medaile se svým „počata bez hříchů“ byla schválena.

## Proces svatořečení
Proces probíhal v arcidiecézi Paříž. Byl započat roku 1896. Dne 19. července 1931 byla papežem Piem XI. prohlášena Ctihodnou. Blahořečena byla 28. května 1933. Svatořečena byla 27. července 1947.